# Ligne de Blois à Saint-Aignan-sur-Cher
La ligne Blois - Saint-Aignan-sur-Cher, aujourd'hui disparue, est une ligne de chemin de fer secondaire, à voie métrique reliant les villes de Blois et Saint-Aignan dans le département de Loir-et-Cher.

## Historique
Déclarée d'intérêt général, la ligne est concédée à la compagnie du chemin de fer de Paris à Orléans (PO) qui en rétrocède l'exploitation à la  Compagnie des tramways de Loir-et-Cher.
Mise en service en mai 1899, elle est exploitée jusqu'à sa fermeture en juillet 1934.

## Caractéristiques

### Tracé
La ligne tracée entièrement en site propre, relie les villes de Blois et Saint-Aignan-sur-Cher. Elle a son origine en gare de Blois-Vienne, gare commune au réseau des tramways du Loir-et-Cher.

### Gares et haltes
- Gare de Cellettes